# 吳蕚洋
吳蕚洋（1960年8月15日—），臺灣商業人物、政治人物，兆豐金控旗下子公司兆豐產險花蓮分公司經理，曾任白色聯盟執行長。
他在參與2018年臺北市長選舉時，聲稱受彌勒佛之託，為救世投入該選舉，選舉理念主軸是「平安、健康、智慧、慈悲」，且大力推廣蜂蜜檸檬對保健的功效，認為蜂蜜檸檬有益於保健，並且消除腫瘤，若由政府提供，可解決全民健康保險與長期照顧問題。此外也提到送鳳梨酥給中华民国邦交國，「那些國家說不定吃了之後，覺得『很好吃』，就不會跟你斷交」。他還在2018年台北市市長辯論會中清唱李麗芬的歌曲〈愛江山更愛美人〉。

## 生平
吳萼洋出生於臺中縣沙鹿鎮（今臺中市沙鹿區）。就讀臺中縣立沙鹿國民中學，畢業於國立臺中商業專科學校（現國立臺中科技大學）企業管理科、逢甲大學財稅學系。曾任職於友邦產物保險及兆豐金控兆豐產物保險花蓮分公司。

### 投入2018年臺北市長選舉
2018年8月30日，吳蕚洋登記參選臺北市市長，成為第5位候選人，競選總幹事為其子。吳蕚洋宣布參選之時並未向兆豐金報備，但兆豐金表示，參選並非兼職，沒違反公司規定。
2018年11月4日，吳蕚洋在TVBS舉辦的台北市市長首場辯論大會上即表示，自己受彌勒佛之託投入此次台北市市長選舉，為了救世，不捨眾生之苦，所以政見之一為推廣蜂蜜檸檬。翌日，吳蕚洋接受訪問，現場調製蜂蜜檸檬，並示範蜂蜜檸檬標準喝法。
2018年11月10日，吳蕚洋在公視舉辦的台北市市長辯論會上推廣蜂蜜檸檬，承諾當選市長之後，會提供大量蜂蜜檸檬供市民飲用，並稱身體保持健康，自然能解決全民健保與長期照顧的財務問題。辯論會結論時，吳蕚洋更出人意表地清唱歌手李麗芬的歌〈愛江山更愛美人〉。及後吳蕚洋表示，其歌詞提到「人生短短幾個秋」，就是強調人生很短，既然要從政，就要好好珍惜、好好為人民服務，不要計較。
網友們更於YouTube掀起一股改編的二創熱潮，最早為辯論會當天晚上的樂手YouTuber「小尾巴」曾禹翔的鋼琴伴奏版本，因為被眾多網友轉發，以此延展出各式各樣疊加樂器伴奏的版本，廣為人知的版本是YouTuber「好和弦」官大為的阿卡貝拉版。
選舉前一天，吳蕚洋與「滾石現場 ROCK LIVE」合作，大唱〈鼓聲若響〉、〈塵緣〉、〈愛江山更愛美人〉等三首歌的組曲，以悠揚歌聲大獲媒體好評，此組曲在滾石唱片YOUTUBE官方頻道上傳，五日內即已達一百萬次點閱。
2018年11月28日，吳蕚洋認為選舉過程有瑕疵，希望丁守中陣營提出驗票，並在法院有一個結論之前暫不發放柯文哲的當選證書。

### 選後到創黨
選舉後，吳蕚洋雖然低票落敗，但網友的討論仍不絕於耳，在社交媒體還是影音頻道的留言區，均一直有網友希望吳能與李麗芬同台合唱〈愛江山更愛美人〉；吳蕚洋跟李麗芬皆表示接受，同年12月24日，花蓮縣政府宣佈成功邀請兩人在該年的跨年晚會上同台演出；演出後贏得各方好評。
2019年1月17日，吳蕚洋被花蓮縣縣長徐榛蔚授予該年度「花蓮觀光文化推廣大使」一職，負責在公開活動上行銷花蓮在地農產特產調製飲品。7月10日，吳蕚洋宣布成立政黨「白色聯盟」，並擔任創黨首屆執行長。
2019年1月25日，吳蕚洋出席三立電視尾牙，唱〈愛江山更愛美人〉。
2020年立法委員選舉，吳蕚洋列名於安定力量不分區候選人第8名，而非以白色聯盟名義參選。
2022年9月7日，吳蕚洋宣佈參選松山、信義區市議員，仍低票落敗。

## 選舉紀錄
| 年度 | 選舉屆數               | 選舉區                                 | 所屬政黨    | 得票數 | 得票率 | 當選標記 | 備註 |
| ---- | ---------------------- | -------------------------------------- | ----------- | ------ | ------ | -------- | ---- |
| 2018 | 第七屆臺北市市長選舉   | 第七屆臺北市市長選舉                   | 無黨籍      | 5,611  | 0.40%  |          |      |
| 2020 | 第八屆立法委員選舉     | 全國不分區及僑居國外國民立法委員選舉區 | 安 安定力量 | 94,563 | 0.67%  |          |      |
| 2022 | 第十四屆臺北市議員選舉 | 臺北市第三選舉區                       | 無黨籍      | 1,479  | 0.69%  |          |      |

## 外部連結
- 吳蕚洋的Facebook專頁
- YouTube上的吳蕚洋頻道
- 台北市市長候選人吳蕚洋之政見（页面存档备份，存于）
- 人生短短幾個秋 吳蕚洋用歌悟出人生哲學，自由時報2018年12月27日
- 【ROCK LIVE x Special Project】吳蕚洋 - 愛江山更愛美人 (4K Video)（页面存档备份，存于）